# Constanze Roeder
Constanze Roeder, auch Constanze Pabst, (* 4. Mai 1953 in Dresden) ist eine deutsche Fernsehschauspielerin, Kabarettistin und Moderatorin.

## Leben
Roeder kam 1953 als Tochter des Sängers und Humoristen Wolfgang Roeder, Mitglied der Vier Brummers, in Dresden zur Welt. Sie studierte von 1975 bis 1978 in Berlin Schauspiel und war bereits während des Studiums in Hans-Werner Honerts Fernsehfilm Ein Strauß roter Nelken der Reihe Der Staatsanwalt hat das Wort zu sehen. Nach Ende des Studiums ging sie zunächst zum Theater und war vier Jahre lang am Theater Zwickau engagiert. Unter anderem war sie 1982 in Peter Hacks’ Das Jahrmarktsfest zu Plundersweilern unter der Regie von Moutlak Osman zu sehen.
Roeder kam Anfang der 1980er-Jahre zum Fernsehen der DDR und trat zunächst unter dem Namen Constanze Pabst in verschiedenen Fernsehfilmen und -serien auf. In der Fernsehserie Bühne frei übernahm sie 1983 in vier Folgen die Rolle der Marlies Müller und war 1986 in der siebenteiligen Fernsehserie Rund um die Uhr als Krankenschwester Monika Kleinau, Ehefrau des Polizeiwachtmeisters Martin Kleinau (Hans-Georg Körbel), in einer Hauptrolle zu sehen. Auch in der 1991 ausgestrahlten Fernsehserie Luv und Lee übernahm Roeder als Ärztin Renate Arends eine Hauptrolle.
Neben ihrer Arbeit beim Fernsehen war Roeder auch auf der Bühne aktiv und trat unter Rolf-Jürgen Voigt im Kabarett Die Kiebitzensteiner in Halle (Saale) auf. Unter anderem war sie in den Programmen Keine Müdigkeit vorschützen (1989), Wir werden die Maus schon fleddern (1990) und Im wilden Osten – Aufbruch – Umbruch – Einbruch (1991) als Darstellerin zu sehen. Gelegentlich trat Roeder auch in Kinofilmen auf und übernahm kleine Rollen im DEFA-Jugendfilm Hasenherz und in Guðný Halldórsdóttir Filmkomödie Der Männerchor, die 1992 erschien.
Auch nach der Wende blieb Roeder dem Fernsehen treu und trat in zahlreichen Serienfolgen und Fernsehfilmen auf. Sie gehörte zur Stammbesetzung der Serie Elbflorenz und spielte von 1996 bis 2001 in 134 Folgen der Arztserie Für alle Fälle Stefanie die Rolle der Dr. Dagmar Berger. Zudem war sie als Moderatorin im MDR-Fernsehen tätig und führte an der Seite von Andreas Neugeboren ab 1995 durch die Sendung Unterwegs in Sachsen-Anhalt, bevor sie 1999 von Victoria Herrmann abgelöst wurde.
Constanze Roeder, Ehename Constanze Roeder-Berlin, ist mit dem Journalisten Hartmut Berlin verheiratet, hat zwei Kinder und lebt in Berlin.

## Filmografie
- 1977: Der Staatsanwalt hat das Wort: Ein Strauß roter Nelken (TV)
- 1981: Jockei Monika (TV-Serie, eine Folge)
- 1983: Die Last der Berge (TV)
- 1983: Ferienheim Bergkristall: Silvester fällt aus (TV)
- 1983: Ich bin nicht Don Quichote (TV)
- 1983: Alleinstehend (TV)
- 1983: Der Angler auf dem Dach (TV)
- 1983: Bühne frei (TV-Serie, 4 Folgen)
- 1984: Flieger (TV)
- 1984: Mensch, Oma! (TV-Serie, eine Folge)
- 1984: Ach du meine Liebe (TV)
- 1985: Mein lieber Onkel Hans (TV)
- 1985: Wie man kein König wird (TV)
- 1986: Treffpunkt Flughafen (TV-Serie, eine Folge)
- 1986: Zahn um Zahn (TV-Serie, eine Folge)
- 1986: Rund um die Uhr (TV-Serie, 7 Folgen)
- 1986: Bärchens Weihnachtsüberraschung (TV)
- 1986: Polizeiruf 110: Gier (TV)
- 1987: Zwei leere Stühle (TV)
- 1987: Hasenherz
- 1989: Der Staatsanwalt hat das Wort: Das Wunschkind (TV)
- 1989: Johanna (TV-Serie, zwei Folgen)
- 1989: Ferienheim Bergkristall: Alles neu macht der May (TV)
- 1989: Polizeiruf 110: Unsichtbare Fährten (TV)
- 1989: Polizeiruf 110: Katharina (TV)
- 1990: Flugstaffel Meinecke (TV-Serie, 2 Folgen)
- 1991: Luv und Lee (TV-Serie, 7 Folgen)
- 1991: Christkind Schulze (TV)
- 1992: Gute Zeiten, schlechte Zeiten (TV-Serie, eine Folge)
- 1992: Der Männerchor
- 1992: Das Traumschiff: Norwegen (TV)
- 1992: Landschaft mit Dornen (TV)
- 1993: Der Landarzt(TV-Serie, 2 Folgen)
- 1994: Immenhof (TV-Serie, eine Folge)
- 1994: Elbflorenz (TV-Serie, 11 Folgen)
- 1994: Hallo, Onkel Doc! (TV-Serie, eine Folge)
- 1994: Tatort: Geschlossene Akten(TV)
- 1994: Polizeiruf 110: Keine Liebe, kein Leben (TV)
- 1994: Zwei alte Hasen (TV-Serie, eine Folge)
- 1995: A.S. (TV-Serie, eine Folge)
- 1995: Wir sind auch nur ein Volk (TV-Serie, eine Folge)
- 1995: Freunde fürs Leben (TV-Serie, eine Folge)
- 1995: Dr. Stefan Frank – Der Arzt, dem die Frauen vertrauen (TV-Serie, eine Folge)
- 1995: Wolffs Revier (TV-Serie, eine Folge)
- 1995: Stubbe – Von Fall zu Fall (TV-Serie, eine Folge)
- 1996: Mona M. – Mit den Waffen einer Frau (TV-Serie, eine Folge)
- 1996: Doppelter Einsatz (TV-Serie, eine Folge)
- 1996, 2000: Im Namen des Gesetzes (TV-Serie, 2 Folgen)
- 1996: Unser Lehrer Doktor Specht (TV-Serie, eine Folge)
- 1996–2001: Für alle Fälle Stefanie (TV-Serie, 134 Folgen)
- 1997: Ein Mord für Quandt (TV-Serie, eine Folge)
- 1997: Duell zu dritt (TV-Serie)
- 1997, 1998: Unser Charly (TV-Serie, 2 Folgen)
- 1999: Am liebsten Marlene (TV-Serie, eine Folge)
- 2001: Aszendent Liebe (TV)